# Sortawala
Sortawala (bis 1918 Serdobol; russisch Сортавала, Сердоболь, finnisch Sortavala, schwedisch Sordavala) ist eine Stadt in der Republik Karelien in Russland. Sie liegt am Nordufer des Ladogasees und hat 19.235 Einwohner (Stand 14. Oktober 2010).

## Geschichte
Die Stadt Sortawala wurde als Serdobol im Gebiet der Wotskaja Pjatina (russisch: вотская пятина, deutsch: Wattlande) der Republik Nowgorod begründet. Der ursprüngliche Name von der Stadt Serdobol stammt vom nordrussischen Wort serdobol'nik (russisch: сердобольник), was auf Deutsch Wein-Rose bedeutet. Die Stadt wurde erstmals in schwedischen Schriftstücken um 1468 erwähnt. Diese Stadt spielte eine wichtige Rolle in mittelalterlichen Schwedisch-Nowgorodischen Kriegen. Das Stadtrecht erhielt Serdobol schon als Sordavala im Kexholms län im Jahr 1632 vom Königreich Schweden. Seit 1721 nach dem Ende des Großen Nordischen Krieges gehörte die Stadt als Serdobol erneut zu Russland. Vom Anfang des 19. Jahrhunderts bis 1917 gehörte die Stadt als Serdobol zum Großfürstentum Finnland im Russischen Kaiserreich und ab 1918 als Sortavala zum unabhängigen Finnland, ehe sie nach dem Zweiten Weltkrieg erneut an Russland abgetreten wurde.
Der Serdobol-Granit, der in der Umgebung nördlich des Ladogasees abgebaut wurde, war zu Zeiten des Russischen Kaiserreiches berühmt, beispielsweise wurden die Atlanten des Portikus der Neuen Eremitage in Sankt Petersburg daraus gefertigt.
Sortawala hat eine Anlegestelle am Ladogasee, von der aus Schiffe Touristen und Pilger zur Walaam-Insel bringen.

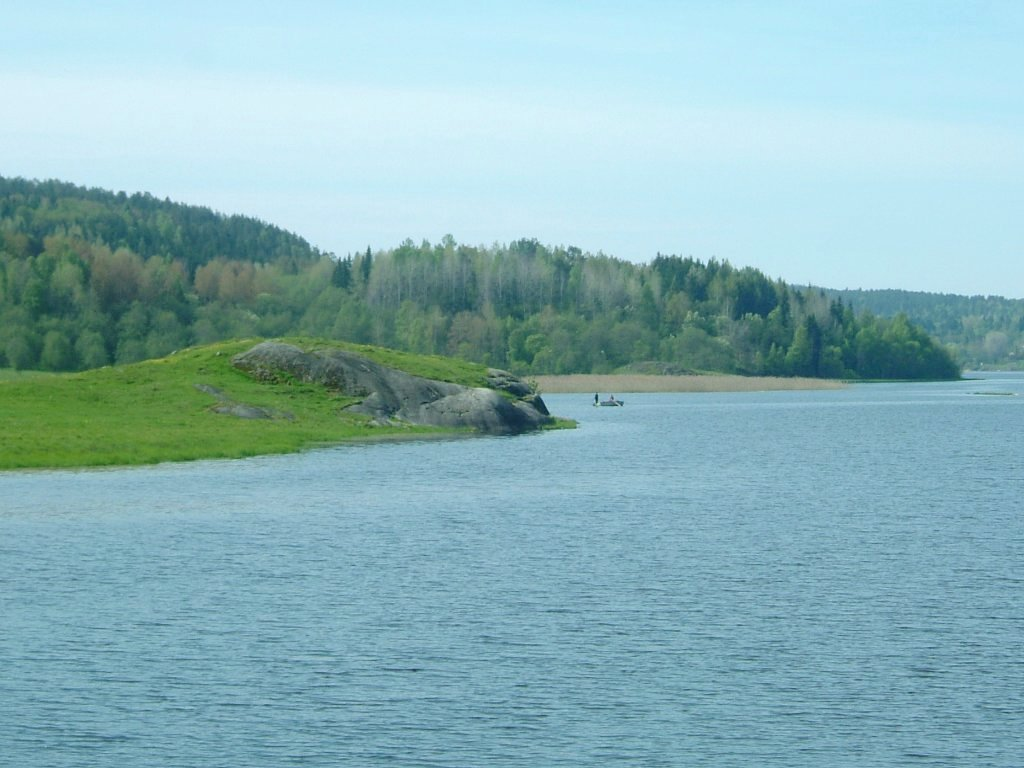
Der Ladogasee bei Sortowala
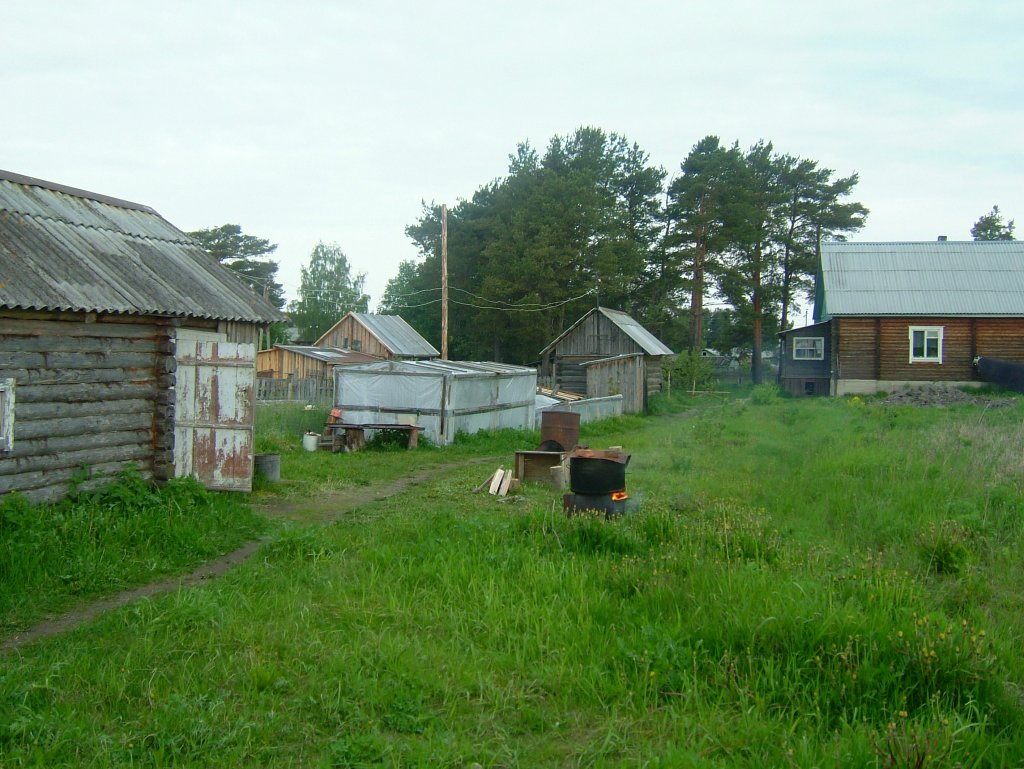
Holzhäuser in Sortawala

### Bevölkerungsentwicklung
| Jahr | Einwohner |
| ---- | --------- |
| 1897 | 01.600    |
| 1939 | 04.710    |
| 1959 | 17.611    |
| 1970 | 22.188    |
| 1979 | 21.618    |
| 1989 | 22.579    |
| 2002 | 21.131    |
| 2010 | 19.235    |

Anmerkung: Volkszählungsdaten

## Söhne und Töchter der Stadt
- Nicholas Roerich (1874–1947), russischer Maler, Schriftsteller, Archäologe
- Väinö Raitio (1891–1945), finnischer Komponist
- Yrjö Kokko (1903–1977), finnischer Schriftsteller
- Olli Hakka (1916–1989), finnischer Jagdflieger im Zweiten Weltkrieg
- Arvo Oksala (1920–1993), finnischer Augenarzt
- Eila Kivikk’aho (1921–2004), finnische Dichterin und Übersetzerin
- Eila Hiltunen (1922–2003), finnische Bildhauerin
- Tauno Rinkinen (1924–1993), finnischer Boxer[2]
- Toivo Jaatinen (1926–2017), finnischer Bildhauer
- Tuomo Tuormaa (1926–2010), finnischer Kanute[3]
- Simo Kuismanen (1932–2015), finnischer Kanute[4]
- Oili Tanninen (1933–2024), finnische Illustratorin
- Heino Pulli (1938–2015), finnischer Eishockeyspieler[5]
- Walentin Chekmassow (* 1940), russischer Künstler
- Wladimir Peretruchin (* 1940), russischer Chemiker
- Pjotr Kowalenko (1942–1993), russischer Skispringer
- Seppo Reijonen (* 1944), finnisch-schwedischer Skispringer und Skisprungtrainer
- Alexander Beljakow (* 1945), russischer  Politiker
- Anatoli Panfilow (* 1951), russischer Politiker
- Juri Iwanow (* 1952), russischer Skispringer
- Juri Kalinin (* 1953), russischer Skispringer
- Waleri Kopajew (1954–1979), russischer Nordischer Kombinierer[6]
- Sergei Chlebnikow (1955–1999), russischer Eisschnellläufer
- Nikolai Aksjonow (* 1970), russischer Ruderer
- Wladislaw Rjabzew (* 1987), russischer Ruderer